# 창원NC파크
창원NC파크(영어: Changwon NC Park)는 경상남도 창원시 마산회원구 마산야구센터에 있는 야구장이다. 2016년 6월에 착공에 들어갔으며 2019년 2월 28일에 완공되었다. NC 다이노스의 홈구장으로 사용되고 있다.

## 설계

### 수립 계획
2014년 10월 14일 창원시청에서 신축 구장 사업을 지휘하고 있는 새 야구장건립사업단 이용암 단장은 새 야구장 건립에 대한 구체적인 계획과 로드맵을 밝혔다. 행정절차를 제대로 이행하면 2015년 11월쯤 발주가 가능할 것으로 보이며 12월말에 발주 및 입찰이 된 다음 새 야구장 설계가 나온다고 하였다. 새 야구장의 공사주체는 입찰을 통해 정해지며 턴키(Turn Key)방식으로 진행할 예정인데 일괄발주로서 낙찰된 회사가 설계와 시공 등 모든 사안을 책임지게 되었다. 2015년 12월 착공에 들어간 새 야구장은 계획대로라면 약 2년 3개월의 공사 기간을 거쳐 2018년 정규시즌 때부터 사용할 수 있었다. 해당 공사에는 국비 290억원, 도비 200억원, 시비 650억원, NC다이노스 분담금 100억원 등 총 1천 240억원이 들어간다.
그러나 홍준표 당시 경상남도지사가 계획된 턴키 방식에서 기술제안방식으로 바꾸라고 요구하면서 완공 시일인 2018년 3월에서 9월로 지연시켜 NC 다이노스의 새 야구장 입성을 다음해인 2019년 시즌부터 사용을 미루게 만든데다 신축야구장 건실비용의 도비 200억원 지원을 채무감축이란 이유로 거절하여 복잡한 상황을 맞이했었다.
2015년 7월 마산회원구에 건립될 새 야구장 건립사업이 행정자치부 중앙투자심사위원회 심사에서 ‘조건부 승인’으로 통과됨에 따라 국비 290억원을 확보하게 되었다.
2016년 3월 경남도의 기술심의를 거쳐 6월에 시공업체를 선정한 뒤 착공하였다.
2016년 5월 21일 마산야구장에서 창원마산야구장 건립공사 기공식을 개최하였다.

### 창원시 새 야구장 설계공모
2015년 8월 19일 창원시는 새 야구장 설계공모 심사 결과, 해안 컨소시엄의 '가고파 파크'를 당선작으로 선정하고 창원야구장 설계사로 최종 확정했다. 참여사로 명시되지는 않았지만 해안 컨소시엄에는 미국 메이저 리그(MLB) 야구장 절반 이상의 설계를 맡은 유수의 스포츠 건축 설계사 파퓰러스(Populous)도 포함되었으며 설계안의 주요 부문은 파퓰러스에서 맡은 것으로 밝혀졌다.
창원시는 당선작 출품업체와 계약하고 2015년 말까지 기본설계를 마무리할 계획이였으며 2016년 6월까지 입찰방법 및 입찰안내서 지방건설기술심의, 입찰공고 및 현장설명, 실시설계자 및 시공자 선정을 거쳐 착공에 들어가 2019년 2월 28일 준공할 계획이였다.
2018년 12월 21일 구장명이 창원NC파크로 확정되었다.

## 사건 사고
2025년 3월 29일 3루 쪽 매점 부근 벽에 고정돼 있던 구조물이 낙하하여, 같은해 3월 31일 머리 부근에 구조물을 맞은 20대 여성이 결국 사망하였다. KBO는 사고 이후 3월 30일 예정되어 있었던 LG 트윈스와 NC 다이노스와의 경기를 안전점검을 위해 취소했고 나머지 4개의 경기도 애도의 의미로 응원을 축소하여 진행했다. 사망 소식이 전해진 이후 KBO는 4월 1일 예정되었던 모든 KBO 및 퓨처스리그 경기를 취소하였으며 4월 3일까지 창원NC파크에서 예정되었던 경기를 모두 취소 및 추후 편성한다고 밝혔다. 사고 이후 8개 구장의 긴급 안전점검이 실시되었고 4월 3일까지 응원단 없이 애도기간으로 경기가 진행된다고 밝혔으며 5월 16일부터 울산 문수야구장을 임시 홈구장으로 사용 결정했다.